# Orion (étage de fusée)
Pour les articles homonymes, voir Orion.

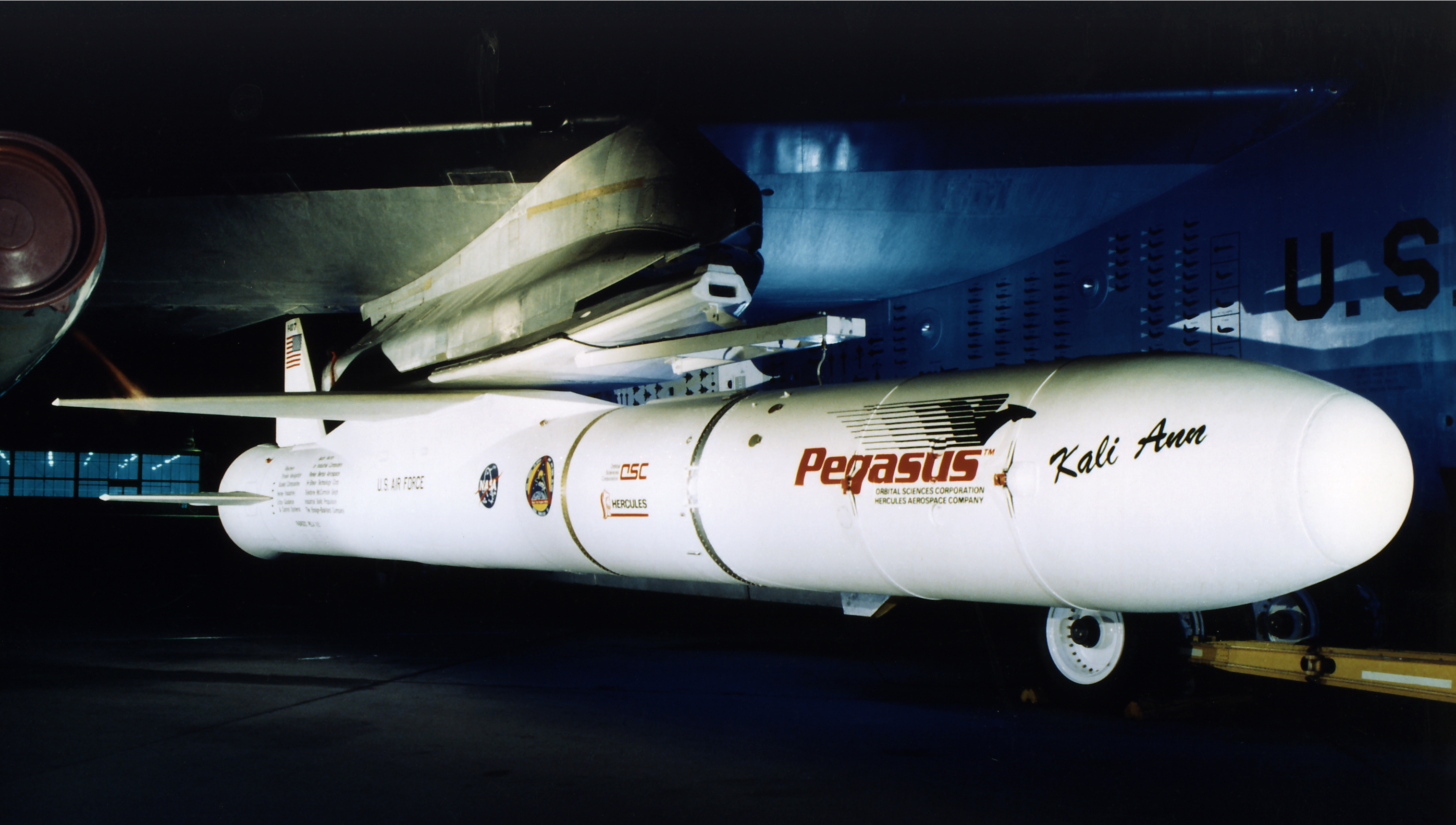
Le lanceur aéroporté Pegasus possède un premier étage Orion 50S, un second étage Orion 50 et un troisième étage Orion 38.

Orion est une famille d'étages de fusée à propergol solide développée et fabriquée par Alliant Techsystems (aujourd’hui devenue Northrop Grumman Innovation Systems). Ces étages sont utilisés sur les différents lanceurs du fabricant : Pegasus, Taurus et Minotaur.

## Caractéristiques techniques
Les étages Orion brûlent un propergol solide constitué de QDL-1, de PBHT et de 19 % d'aluminium.
| Version          | Orion 38                                                            | Orion 50           | Orion 50 XL                                 | Orion 50S           | Orion 50S XL           |
| ---------------- | ------------------------------------------------------------------- | ------------------ | ------------------------------------------- | ------------------- | ---------------------- |
| Diamètre         | 0,97 m                                                              | 1,27 m             | 1,27 m                                      | 1,27 m              | 1,27 m                 |
| Longueur         | 1,35 m                                                              | 2,67 m             | 3,10 m                                      | 8,86 m              | 10,26 m                |
| Masse totale     | 892 kg                                                              | 3 369 kg           | 4 318 kg                                    | 13,4 t              | 16,2 t                 |
| Masse propergol  | 771 kg                                                              | 3 025 kg           | 3 924 kg                                    | 12,2 t              | 15,0 t                 |
| Poussée moyenne  | 32,2 kN                                                             | 115 kN             | 161 kN                                      | 470 kN              | 627 kN                 |
| Pression moyenne | 39,4 bar                                                            | 55,8 bar           | 68,3 bar                                    | 56,1 bar            | 74,0 bar               |
| Durée combustion | 67,7 s                                                              | 75,6 s             | 69,7 s                                      | 75,3 s              | 69,1 s                 |
| Utilisation      | Pegasus (XL) (3e étage) Taurus (4e étage) Minotaur I, IV (4e étage) | Pegasus (2e étage) | Pegasus XL (2e étage) Minotaur I (3e étage) | Pegasus (1er étage) | Pegasus XL (1er étage) |